# Flughafen Ljubljana

i7
i11
i13
Der Flughafen Ljubljana (slowenisch Letališče Jožeta Pučnika Ljubljana, „Jože-Pučnik-Flughafen Ljubljana“; auch Letališče Brnik, „Flughafen Brnik“, IATA-Code: LJU, ICAO-Code: LJLJ) ist der internationale Flughafen der slowenischen Hauptstadt Ljubljana (Laibach). Er liegt 26 km nördlich des Stadtzentrums von Ljubljana und 7 km südöstlich von Kranj (Krainburg) sowie südwestlich der Ortschaften Zgornji Brnik und Spodnji Brnik (Gemeinde Cerklje na Gorenskem).

## Verkehrsanbindung
- PKW: Der Flughafen ist leicht über die Autobahn A2 (E61) und von Österreich über den Karawankentunnel zu erreichen.

## Geschichte
Am 9. Januar 1964 nahm der Flughafen Ljubljana mit vier Flugverbindungen (nach London, Belgrad, Dubrovnik und Algier) seinen Betrieb auf.
Im Juni 1971 begann die deutsche Fluggesellschaft Lufthansa den Flughafen mit Frachtflügen aus Frankfurt anzusteuern, wobei Boeing 727 eingesetzt wurden.
Da im Zeitraum von 1974 bis 1978 der Flughafen von Zagreb wegen umfangreicher Renovierungsarbeiten geschlossen werden musste, wurde der Flughafen Ljubljana vorübergehend vermehrt angeflogen. Das hatte eine Verdopplung des Fluggastaufkommens zur Folge.
Aufgrund des Jugoslawienkrieges wurde am 26. Juni 1991 der Luftraum über Jugoslawien geschlossen, was eine vorübergehende Stilllegung des Flughafens zur Folge hatte. Man nutzte die Gelegenheit dazu, umfangreiche Renovierungsarbeiten am Flughafen Ljubljana durchzuführen. Die österreichischen Journalisten Norbert  Werner und Nikolas Vogel starben am 28. Juni 1991 während des 10-Tage-Krieges am Flughafengelände als Opfer eines Raketenangriffes der jugoslawischen Volksarmee auf ihr Auto. Im Rahmen der Feier anlässlich des endgültigen Beitritts Sloweniens zum Schengen-Raum im Jahr 2008 gedachte Premierminister Janez Janša auf dem Flugfeld von Ljubljana der beiden Toten. Nach Wiederaufnahme des Flughafen-Betriebes im Februar 1992 waren die Fluggastzahlen aufgrund des Zerfalls Jugoslawiens minimal.
Seit dem 28. Januar 1997 ist die Firma Aerodrom Ljubljana eine Aktiengesellschaft, ihre Aktien werden an der Börse in Ljubljana gehandelt.
2001 fand in Ljubljana ein Gipfeltreffen von George W. Bush und Wladimir Putin statt. Daher befand sich der Flughafen in Ausnahmezustand, da er aus Sicherheitsgründen geschlossen werden musste, um die sichere Anreise der russischen und amerikanischen Delegation zu gewährleisten.
2002 fand in Ljubljana ein Treffen der Präsidenten der 16 wichtigsten europäischen Länder statt, zu dem am Flughafen Ljubljana wieder unter hohen Sicherheitsvorkehrungen die Delegationen empfangen wurden.
Der Flughafen wurde ab Mitte 2006 ausgebaut. Errichtet wurden bereits acht Fluggastbrücken und ein Industrie- und Logistikkomplex mit einem Hotel, einem Einkaufszentrum, einem neuen Parkhaus und einer veränderten Straßenführung. Das erste Terminal war bereits bis im Juli 2007 fertiggestellt worden, um den Anforderungen aus Sloweniens Beitritt zum Schengen-Raum gerecht zu werden.
Im Dezember 2011 wurde bekannt, dass bis 2015 ein zweites Terminal gebaut werden soll. Die Pläne wurden jedoch zunächst nicht umgesetzt.
Im Jahr 2014 übernahm die deutsche Fraport AG erst 75,5 % der Anteile des Flughafens. Am 16. März 2015 übernahm sie den Flughafen Ljubljana zu 100 %. Heute arbeitet der Flughafenbetreiber unter einem neuen Logo und dem Namen Fraport Slovenija.
Im April 2017 gab der Flughafenbetreiber Fraport Slovenija bekannt, das Passagierterminal ausbauen zu wollen. In der ersten Phase soll die Kapazität von derzeit 500 auf 1.250 Passagieren pro Stunde gesteigert werden. Weitere 10.000 m2 werden westlich an das existierende Terminal angeschlossen. Dieser Bereich wird einen großen Duty-free-Shop, eine neue Business Lounge und eine Renovierung der food & beverage und Verkaufsbereiche erhalten. Außerdem werden 14 neue Check-in-Schalter und 5 Sicherheitskontrollen geschaffen. Zusätzlich wird der Bereich der Gepäckannahme ausgebaut und unter anderem um zwei Karussells erweitert.
Die Grundsteinlegung der Erweiterung fand im Juli 2019 statt. Im September 2019 musste die Adria Airways den Betrieb einstellen; der Flughafen Ljubljana verlor dadurch seinen wichtigsten Nutzer. Am 16. Juni 2021 wurde die Terminalerweiterung eingeweiht, in Betrieb genommen wurde das nun als Terminal A bezeichnete Gebäude jedoch erst am 1. Juli des Jahres.

## Fluggesellschaften und Ziele
Im aktuellen Winterflugplan 2023 bieten elf Fluggesellschaften Linienflüge zu 13 Zielen an. Das einzige Ziel außerhalb Europas ist dabei Dubai. Im Sommerflugplan wird der Flughafen von weiteren Fluggesellschaften genutzt.
Adria Airways, die ehemalige nationale slowenische Fluggesellschaft, hatte hier ihren Heimatflughafen. Im deutschsprachigen Raum flog sie die Städte Frankfurt, München, Wien und Zürich an. Weitere Ziele von Adria Airways waren Amsterdam, Brüssel-Zaventem, Kopenhagen, Manchester, Paris-CDG, Prag, Pristina, Sarajevo, Skopje, Sofia und Tirana.

## Verkehrszahlen
| Flughafen Ljubljana – Verkehrszahlen 1964–2023 | Flughafen Ljubljana – Verkehrszahlen 1964–2023 | Flughafen Ljubljana – Verkehrszahlen 1964–2023 | Flughafen Ljubljana – Verkehrszahlen 1964–2023 |
| Jahr                                           | Passagiere                                     | Fracht (Tonnen) (mit Post)                     | Flugbewegungen                                 |
| ---------------------------------------------- | ---------------------------------------------- | ---------------------------------------------- | ---------------------------------------------- |
| 2023                                           | 1.270.382                                      | 11.443                                         | 22.749                                         |
| 2022                                           | 970.152                                        | 12.480                                         | 21.571                                         |
| 2021                                           | 430.943                                        | 28.383                                         | 17.461                                         |
| 2020                                           | 291.910                                        | 23.154                                         | 12.980                                         |
| 2019                                           | 1.727.136                                      | 24.875                                         | 31.489                                         |
| 2018                                           | 1.818.229                                      | 25.907                                         | 35.512                                         |
| 2017                                           | 1.688.558                                      | 24.314                                         | 34.444                                         |
| 2016                                           | 1.411.476                                      | 19.802                                         | 32.701                                         |
| 2015                                           | 1.464.579                                      | 18.852                                         | 32.894                                         |
| 2014                                           | 1.338.619                                      | 18.983                                         | 31.405                                         |
| 2013                                           | 1.321.153                                      | 17.777                                         | 33.112                                         |
| 2012                                           | 1.198.911                                      | 17.031                                         | 35.019                                         |
| 2011                                           | 1.369.485                                      | 19.659                                         | 39.267                                         |
| 2010                                           | 1.388.651                                      | 17.310                                         | 42.569                                         |
| 2009                                           | 1.433.855                                      | 14.333                                         | 45.492                                         |
| 2008                                           | 1.673.050                                      | 17.188                                         | 47.926                                         |
| 2007                                           | 1.524.028                                      | 21.717                                         | 46.517                                         |
| 2006                                           | 1.334.355                                      | 15.309                                         | 40.991                                         |
| 2005                                           | 1.218.896                                      | 11.560                                         | 37.767                                         |
| 2004                                           | 1.048.238                                      | 11.780                                         | 35.502                                         |
| 2003                                           | 928.397                                        | 12.080                                         | 31.737                                         |
| 2002                                           | 872.966                                        | 12.021                                         | 28.751                                         |
| 2001                                           | 894.130                                        | 12.403                                         | 29.050                                         |
| 2000                                           | 991.693                                        | 12.396                                         | 29.965                                         |
| 1999                                           | 895.540                                        | 11.093                                         | 27.219                                         |
| 1998                                           | 786.600                                        | 10.953                                         | 25.723                                         |
| 1997                                           | 713.696                                        | 10.161                                         | 20.279                                         |
| 1996                                           | 668.532                                        | 9.294                                          | 18.190                                         |
| 1995                                           | 638.268                                        | 10.499                                         | 17.868                                         |
| 1994                                           | 497.456                                        | 9.881                                          | 15.821                                         |
| 1993                                           | 402.563                                        | 8.420                                          | 12.898                                         |
| 1992                                           | 248.851                                        | 5.074                                          | 8.861                                          |
| 1991                                           | 347.583                                        | 4.662                                          | 8.794                                          |
| 1990                                           | 765.033                                        | 5.878                                          | 16.253                                         |
| 1989                                           | 725.064                                        | 6.752                                          | 14.296                                         |
| 1988                                           | 835.206                                        | 7.261                                          | 13.716                                         |
| 1987                                           | 886.281                                        | 7.450                                          | 14.038                                         |
| 1986                                           | 785.281                                        | 7.507                                          | 12.518                                         |
| 1985                                           | 668.285                                        | 6.751                                          | 11.624                                         |
| 1984                                           | 623.588                                        | 7.356                                          | 10.050                                         |
| 1983                                           | 595.260                                        | 6.808                                          | 9.743                                          |
| 1982                                           | 627.931                                        | 6.627                                          | 10.870                                         |
| 1981                                           | 659.465                                        | 7.328                                          | 11.805                                         |
| 1980                                           | 581.103                                        | 6.085                                          | 11.312                                         |
| 1979                                           | 661.254                                        | 7.602                                          | 12.397                                         |
| 1978                                           | 475.242                                        | 5.758                                          | 8.941                                          |
| 1977                                           | 541.592                                        | 6.179                                          | 10.964                                         |
| 1976                                           | 528.490                                        | 5.922                                          | 10.797                                         |
| 1975                                           | 553.565                                        | 7.376                                          | 11.645                                         |
| 1974                                           | 668.599                                        | 7.210                                          | 13.123                                         |
| 1973                                           | 367.872                                        | 4.578                                          | 8.633                                          |
| 1972                                           | 275.460                                        | 3.016                                          | 8.525                                          |
| 1971                                           | 273.946                                        | 2.288                                          | 6.509                                          |
| 1970                                           | 171.503                                        | 1.879                                          | 5.728                                          |
| 1969                                           | 961.08                                         | 1.068                                          | 4.474                                          |
| 1968                                           | 68.303                                         | 304                                            | 3.807                                          |
| 1967                                           | 136.665                                        | 306                                            | 4.479                                          |
| 1966                                           | 136.584                                        | 235                                            | 4.099                                          |
| 1965                                           | 133.184                                        | 177                                            | 3.180                                          |
| 1964                                           | 78.179                                         | 88                                             | 2.343                                          |

1. ↑  Die Zahlen bis 2021 enthalten auch die mit Lastkraftwagen beförderte Fracht.

## Zwischenfälle
- Am 1. September 1966 unterschritt eine Bristol Britannia 102 der englischen Britannia Airways (Luftfahrzeugkennzeichen G-ANBB) im Anflug auf den Flughafen Ljubljana die Sicherheitsflughöhe und schlug etwa 3 Kilometer vor der Landebahnschwelle auf. Die Piloten hatten es versäumt, die Höhenmesser auf den örtlichen Luftdruck zu kalibrieren und führten den Sichtanflug bei Dunkelheit zu niedrig aus, wodurch sie den Sichtkontakt zur beleuchteten Landebahn verloren. Durch diesen CFIT (Controlled flight into terrain) wurden 98 der 117 Insassen getötet.[18]